# Siobhán Mullally

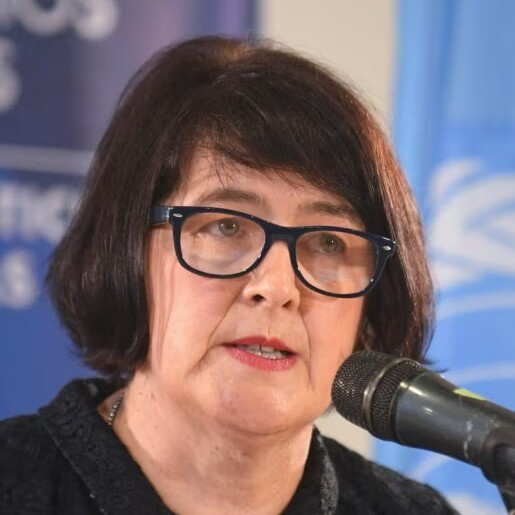
Siobhán Mullally

Siobhán Mullally (* vor 1970) ist eine irische Rechtswissenschaftlerin, Hochschullehrerin und Direktorin des Irish Centre for Human Rights der University of Galway. Sie ist Spezialistin für Menschenrechte, Minderheitenrechte, Migrationsrecht und die Rechte indigener Völker. Seit 2020 ist sie UN-Sonderberichterstatterin für Menschenhandel, insbesondere von Frauen und Kindern.

## Ausbildung
Mullally absolvierte ihr Grundstudium zum Bachelor of Civil Law (1988) am University College Cork, erwarb 1990 ihren Master of Laws an der London School of Economics and Political Science und promovierte 2003 am European University Institute in Florenz.
1992 bis 1994 war sie Gastdozentin an der Peshawar University und  1994 Gastdozentin an der National Law School of India University in Bangalore.
Mullally war 1999 Human Rights Fellow an der Harvard Law School, 2003 Clark Scholar an der Cornell Law School und 2010 Fulbright Scholar and Senior Fellow in Residence an der Columbia University.
Von 2012 bis 2018 war sie Mitglied des europäischen Beirats der Group of Experts on Action against Trafficking in Human Beings (GRETA), von 2014 an auch erste Vizepräsidentin, von 2016 bis 2018 Präsidentin. In diesem Zusammenhang war sie Mitautorin nationaler Berichte über Italien, Ungarn, die Türkei, Schweden, Großbritannien und Österreich.
Mullally arbeitete mit internationalen NGOs (International Crisis Group, Irish Aid) und UN-Organisationen (UNIFEM, UNDP, OHCHR) in vielen Teilen der Welt wie Pakistan, Timor-Leste, dem Kosovo, Kasachstan und Äthiopien zusammen.
Mullaly war Professorin für Rechtswissenschaften am University College Cork und Direktorin des Centre for Criminal Justice and Human Rights in Cork. Heute bekleidet sie eine Professur an der University of Galway und ist Direktorin des Irish Centre for Human Rights.
Sie ist gegenwärtig Mitglied des Ständigen Schiedshofs in Den Haag und Herausgeberin des Irish Yearbook of International Law.

## Ehrenamtliche Tätigkeiten
Mullally ist Gründungsmitglied des Leitungsteams der Migrantenrechtsorganisation NASC und ist Mitglied des Irish Council for Civil Liberties. Von 2006 bis 2008 leitete sie den Irischen Flüchtlingsrat.
Von 2014 bis 2019 war sie Mitglied der Irish Human Rights and Equality Commission, Mitglied der Vertragsorganisation für das Karfreitagsabkommen und Mitglied des Joint Committee on Human Rights of the Northern Irish and Irish Human Rights Commissions.
Sie wurde 2020 zur UN-Sonderberichterstatterin zu Menschenhandel insbesondere von Frauen und Kindern für den UN-Menschenrechtsrat ernannt.

## Auszeichnungen
Mullally wurde für ihre breit angelegte Forschung mit zahlreichen Preisen ausgezeichnet, u. a. vom Irischen Forschungsrat, der Europäischen Kommission, Irish Aid, der International Bar Association und der Nuffield Foundation.

## Publikationen (Auswahl)
- 2019 »International Disability Law and the Experiance of Marginality« 113:289–290
- 2016 »Regulation Abortion: Dissensus and the Politics of Rights« in Social & Legal Studies, 25 (6):645–650
- 2016 »A Crisis of Protection in Europe: Migrants at Sea« in Proceedings Of The 98th Annual Meeting, American Society of International Law, 110:173–178
- 2015 »Fleeing Homophobia: Sexual Orientation, Gender Identity and Asylum« in International Journal of Refugee Law, 27 (3):512–514
- 2011 »Civic Integration, Migrant Women and the Veil: at the Limits of Rights?« in Modern Law Review, 74:27–56